# Юрьево-Девичьевское сельское поселение
Ю́рьево-Де́вичьевское се́льское поселе́ние — муниципальное образование в Конаковском районе Тверской области. Образовано в 2005 году, включило в себя территорию Юрьево-Девичьевского сельского округа.
На территории поселения находится 21 населенный пункт. Административный центр — село Юрьево-Девичье.

## Географические данные
- Общая площадь: 129 км²
- Нахождение: северная (заволжская) часть Конаковского района.
  - Граничит:
    - на севере — с Первомайским СП,
    - на востоке и юге — с Конаковским городским поселением, Вахонинским СП и Старомелковским СП (по Иваньковскому водохранилищу),
    - на западе — с Калининским районом, Каблуковское СП.

## Экономика
Основное хозяйство — ЗАО «Корчева».
Часть территории занимает Государственное Безбородовское охотхозяйство.

## Население
По переписи 2002 года — 849 человек, по переписи 2010 года — 722 человека.

## Состав поселения
На территории поселения находятся следующие населённые пункты:
| №  | Тип нп | Название           | Население (2008 год) |
| -- | ------ | ------------------ | -------------------- |
| 1  | село   | Юрьево-Девичье     | 672                  |
| 2  | дер.   | Андрейцево         | 6                    |
| 3  | дер.   | Бабня              | 2                    |
| 4  | дер.   | Высоково           | 6                    |
| 5  | дер.   | Глинники           | 25                   |
| 6  | дер.   | Едимоново          | 21                   |
| 7  | дер.   | Едимоновские Горки | 8                    |
| 8  | дер.   | Заборовье          | 7                    |
| 9  | дер.   | Загорье            | 11                   |
| 10 | дер.   | Коровино           | 8                    |
| 11 | дер.   | Кудрявцево         | 6                    |
| 12 | дер.   | Кузьминское        | 34                   |
| 13 | дер.   | Медведево          | 0                    |
| 14 | дер.   | Новенькое          | 40                   |
| 15 | дер.   | Орешково           | 16                   |
| 16 | дер.   | Осиновка           | 9                    |
| 17 | дер.   | Ременницы          | 17                   |
| 18 | дер.   | Сергеевка          | 0                    |
| 19 | дер.   | Сурсово            | 8                    |
| 20 | дер.   | Трясцино           | 0                    |
| 21 | дер.   | Юрятино            | 48                   |

### Бывшие населенные пункты
При создании Иваньковского водохранилища (1936—1937 годы) затоплены (переселены) село Борки, деревни Сухарино, Лягушино, Иваньково, Петяшино.

Также исчезли деревни Дор, Ковырево, Коськово, Ново-Алексеевское, Федотово и другие.

## История
В XIX — начале XX века территория поселения относилась к Кудрявцевской волости Корчевского уезда Тверской губернии. В 1929 году, после ликвидации губерний, в составе Московской области. В 1935 году вошла в Калининскую область. С 1937 по 1959 годы относилась к Оршинскому району, в 1963—1965 годах входила в Калининский район. С 1965 года территория поселения в составе Конаковского района Калининской области (с 1990 года — Тверская область).

## Известные люди
В селе Борки (затоплено Иваньковским водохранилищем) родился Герой Советского Союза Иван Васильевич Тихомиров.